# Colonne sonore di One Piece
Questa è la lista delle colonne sonore di One Piece, franchise tratto dal manga omonimo di Eiichirō Oda e comprendente una serie televisiva, film anime e videogiochi. La colonna sonora di queste opere è stata composta da Kōhei Tanaka e Shirō Hamaguchi e pubblicata in diversi CD, singoli e raccolte. La serie utilizza anche diversi brani di altri artisti come sigle di apertura e di chiusura.

## Album
- One Piece Music & Song Collection - 18 marzo 2000, compilation di musiche del film One Piece - Per tutto l'oro del mondo e della serie tv[3]
- One Piece Music & Song Collection 2 - 21 settembre 2000, musiche della serie tv[4]
- One Piece Music & Song Collection 3 - 21 dicembre 2000, musiche della serie tv[5]
- Gekijō-ban "One Piece Nejimaki shima no bōken" Music File (劇場版「ONE PIECE ワンピース“ねじまき島の冒険"」ミュージックファイル?) - 14 marzo 2001, musiche del film One Piece - Avventura all'Isola Spirale[6]
- One Piece Music & Best Song Collection - 20 luglio 2001, compilation[7]
- One Piece Grand Battle! 2 Music & Song Collection (劇場版 「ワンピース 珍獣島のチョッパー王国」ミュージックコレクション?) - 21 dicembre 2001, musiche del videogioco One Piece: Grand Battle! 2[8]
- One Piece Character Song Album (ONE PIECE ワンピース キャラクターソングアルバム?) - 6 marzo 2002, compilation di character song[9]
- Gekijō-ban "One Piece Chinjūjima no Choppā ōkoku" Music Collection (ONE PIECE グランドバトル! 2 MUSIC & SONG COLLECTION?) - 13 marzo 2002, musiche del film One Piece - Il tesoro del re[10]
- Dorama CD One Piece "Kaizoku Bibi no dai bōken" (ドラマCD ONE PIECE ワンピース「海賊ビビの大冒険」?) - 26 dicembre 2002, compilation[11]
- One Piece Best Album: One Piece shudaikashū (ONE PIECE BEST ALBUM ～ ワンピース主題歌集 ～?) - 30 luglio 2003, compilation di sigle dei film e della serie tv[12]
- 7-ri no Mugiwara kaizoku-dan raivu dai kaisen! One Piece Character Song Album piece 2 (7人の麦わら海賊団ライヴ大海戦！ワンピース キャラクターソングアルバム piece.2?) - 25 febbraio 2004, compilation di character song[13]
- Gekijō-ban One Piece The Movie Dead End no bōken Music Collection (劇場版 ワンピース THE MOVIE デッドエンドの冒険 ミュージックコレクション?) - 5 marzo 2004, musiche del film One Piece - Trappola mortale[14]
- Gekijō-ban "One Piece Norowareta seiken" Soundtrack (劇場版『ワンピース 呪われた聖剣』サウンドトラック?) - 10 marzo 2004, musiche del film One Piece - La spada delle sette stelle[15]
- Gekijō-ban One Piece "Omatsuri danshaku to himitsu no shima" Soundtrack Album (劇場版ワンピース『オマツリ男爵と秘密の島』サウンドトラックアルバム?) - 2 marzo 2005, musiche del film One Piece - La spada delle sette stelle[16]
- One Piece Best Album One Piece shudaikashū 2nd piece (ONE PIECE BEST ALBUM ワンピース主題歌集 2nd piece?) - 24 marzo 2005, compilation di sigle[17]
- One Piece Chara Song Carnival!! (ワンピース キャラソンカーニバル！！?) - 1º agosto 2005, compilation di character song[18]
- Gekijō-ban "One Piece The Movie Karakuri-jō no meka kyohei" Soundtrack (劇場版ワンピース『ONE PIECE THE MOVIE カラクリ城のメカ巨兵』サウンドトラック?) - 1º marzo 2006, musiche del film One Piece - I misteri dell'isola meccanica[19]
- From TV Animation One Piece eizou ongaku kanzenban - 31 gennaio 2007, compilation[20]
- One Piece Super Best - 7 marzo 2007, compilation di sigle e character song[21]
- Gekijō-ban One Piece "Episode of Alabasta sabaku no ōjo to kaizoku-tachi" Soundtrack (劇場版ワンピース『エピソードオブアラバスタ 砂漠の王女と海賊たち』サウンドトラック?) - 7 marzo 2007, musiche del film One Piece - Un'amicizia oltre i confini del mare[22]
- One Piece Chopper Special CD!! "One Piece Episode of Chopper Plus Fuyu ni saku, kiseki no sakura" Soundtrack & Chopper Character Collection (ONE PIECE チョッパースペシャルCD！！「ワンピース エピソード オブ チョッパー＋ 冬に咲く、奇跡の桜」サウンドトラック ＆チョッパーキャラソンコレクション?) - 26 agosto 2008, compilation di musiche del film One Piece - Il miracolo dei ciliegi in fiore e character song[23]
- One Piece Binks no sake (ONE PIECE ワンピース ビンクスの酒?) - 25 marzo 2009, compilation[24]
- One Piece Brook Special CD Brook to Mugiwara no ichimi no ongakkai (ONE PIECE ワンピース ブルックスペシャルCD ブルックと麦わらの一味の音楽会?) - 1º aprile 2009, compilation[25]
- "One Piece Film Strong World" Original Soundtrack (「ONE PIECE FILM STRONG WORLD」オリジナル・サウンドトラック?) - 9 dicembre 2009, musiche del film One Piece - Avventura sulle isole volanti[26]
- One Piece Memorial Best - 17 marzo 2010, compilation di sigle, canzoni della serie e character song[27]
- One Piece: Kaizoku musō Original Soundtrack - 1º marzo 2012, musiche del videogioco One Piece: Pirate Warriors[28]
- One Piece Film Z Original Soundtrack - 12 dicembre 2012, musiche del film One Piece Film: Z[29]
- One Piece 15th Anniversary Best Album - 16 gennaio 2013, compilation di sigle e bonus track[30]
- One Piece: Pirate Warriors 2 Original Soundtrack - 20 marzo 2013, musiche del videogioco One Piece: Pirate Warriors 2[31]
- One Piece BGM Best Selection & New BGM Collection & Trafalgar Law Character Song - 26 luglio 2013, compilation[32]
- One Piece BGM Collection: New World - 14 agosto 2013, compilation[33]
- One Piece Arrange Collection - 30 marzo 2016, collezione di quattro CD di riarrangiamenti delle musiche della serie tv in chiave musica classica, edm, eurobeat e rock[34][35]
- One Piece Chara Song Best "Festival" (ONE PIECE キャラソンBEST "FESTIVAL"?) - 20 luglio 2016, compilation di character song[36]
- One Piece OST New World - 20 luglio 2016, compilation di musiche della serie tv[37]
- One Piece Film Gold Original Soundtrack - 27 luglio 2016, musiche del film One Piece Gold - Il film[38]
- One Piece Big Mom no ongakkai: Whole Cake Island e yōkoso (ONE PIECE ビッグ・マムの音楽会 ～ホールケーキアイランドへようこそ～?) - 19 luglio 2017, compilation[39]
- One Piece Island Song Collection Album - 24 agosto 2018, compilation di character song[40]
- One Piece Character Song AL - 25 gennaio 2019, collezione di nove CD di character song dedicate alla ciurma di Cappello di paglia[41]
- One Piece Music Material - 22 febbraio 2019, compilation di musiche della serie tv, dei film e degli speciali[42]
- One Piece World Seeker Original Sountrack (ONE PIECE WORLD SEEKER オリジナルサウンドトラック?) - 15 marzo 2019, musiche del videogioco One Piece: World Seeker[43]
- One Piece 20th Anniversary Best Album - 27 marzo 2019, compilation di sigle e character song[44]
- One Piece Stampede Original Soundtrack - 30 ottobre 2019, musiche del film One Piece Stampede - Il film[45]

## Sigle
One Piece utilizza diverse sigle di apertura e di chiusura, interpretate da artisti popolari. Fino a oggi, se ne contano ventisei di apertura (compresa una speciale) e venti di chiusura. Le sigle finali non vengono più usate dall'episodio 279 e, dall'episodio 284, le sigle di apertura hanno una durata maggiore.
L'edizione italiana trasmessa su Italia 1 ha utilizzato al loro posto tre canzoni appositamente scritte, usate sia in apertura che in chiusura. Con la ripresa della messa in onda dei nuovi episodi a partire dal 509 il 7 aprile 2014, la colonna sonora giapponese è stata mantenuta e viene utilizzata la sigla originale sia come apertura che chiusura; a quest'ultima sono applicati inoltre i crediti italiani.

### Sigle di apertura
| nº | Titolo | Artista                                                  | Episodi            |
| -- | --- | -------------------------------------------------------- | ------------------ |
| 1  | We Are! (ウィーアー!?, Wī Ā!)                                                                                                  | Hiroshi Kitadani                                         | 1-47; 1000         |
| 2  | Believe | Folder 5                                                 | 48-115             |
| 3  | Hikari e (ヒカリヘ?, Hikari e)                                                                                                 | The Babystars                                            | 116-168            |
| 4  | Bon voyage! | Bon-Bon Blanco                                           | 169-206            |
| 5  | Kokoro no chizu (ココロのちず?)                                                                                                | BOYSTYLE                                                 | 207-263            |
| 6  | Brand New World | D-51                                                     | 264-278            |
| 7  | We Are! (versione ciurma di Cappello di Paglia) (ウィーアー! ~7人の麦わら海賊団篇?, Wī Ā! ~ 7 nin no Mugiwara kaizoku dan hen) | Doppiatori dei membri della ciurma di Cappello di Paglia | 279-283            |
| 8  | Crazy Rainbow | Tackey & Tsubasa                                         | 284-325            |
| 9  | Jungle P | 5050                                                     | 326-372            |
| 10 | We Are! (2008 Remix Version) (ウィーアー!?, Wī Ā!)                                                                             | TVXQ                                                     | 373-394            |
| 11 | Share the World | TVXQ                                                     | 395-425            |
| 12 | Kaze o sagashite (風をさがして?)                                                                                               | Mari Yaguchi                                             | 426-458            |
| 13 | One Day | The Rootless                                             | 459-492            |
| 14 | Fight Together | Namie Amuro                                              | 493-516            |
| 15 | We Go! (ウィーゴー！?, Wī Gō!)                                                                                                 | Hiroshi Kitadani                                         | 517-590            |
| 16 | Hands Up! | Kōta Shinzato                                            | 591-628            |
| 17 | Wake up! | AAA                                                      | 629-686            |
| 18 | Hard Knock Days | Generations from Exile Tribe                             | 687-746            |
| 19 | We Can! (ウィーキャン!?, Wī Kyan!)                                                                                             | Hiroshi Kitadani                                         | 747-806            |
| 20 | Hope | Namie Amuro                                              | 807-855            |
| 21 | Super Powers | V6                                                       | 856-891            |
| 22 | Over the Top (オーバーザトップ?, Ōbā Za Toppu)                                                                                 | Hiroshi Kitadani                                         | 892-934            |
| 23 | DREAMIN' ON | Da-iCE                                                   | 935-999; 1001-1004 |
| 24 | Paint | I Don't Like Mondays                                     | 1005-1073          |
| 25 | Saikō tōtatsu-ten (最高到達点?)                                                                                                | Sekai no Owari                                           | 1074-1088          |
| 26 | UUUUUS! (あーーっす！) | Hiroshi Kitadani                                         | 1089-              |

### Sigle di chiusura
| nº | Titolo                                          | Artista          | Episodi                                    |
| -- | ----------------------------------------------- | ---------------- | ------------------------------------------ |
| 1  | Memories                                        | Maki Otsuki      | 1-30 (inserita anche nell'episodio 130)    |
| 2  | RUN! RUN! RUN!                                  | Maki Otsuki      | 31-63                                      |
| 3  | Watashi ga iru yo (私がいるよ?)                 | TOMATO CUBE      | 64-73                                      |
| 4  | Shōchi no suke (しょうちのすけ?)                | Suitei Shojo     | 74-81                                      |
| 5  | BEFORE DAWN                                     | AI-SACHI         | 82-94                                      |
| 6  | Fish                                            | The Kaleidoscope | 95-106                                     |
| 7  | Glory: Kimi ga iru kara (GLORY -君がいるから-?) | Takako Uehara    | 107-118                                    |
| 8  | Shining ray                                     | Janne Da Arc     | 119-132                                    |
| 9  | Free will                                       | Ruppina          | 133-156                                    |
| 10 | FAITH                                           | Ruppina          | 157-168                                    |
| 11 | A to Z                                          | ZZ               | 169-181                                    |
| 12 | Tsuki to taiyō (月と太陽?)                      | Shela            | 182-195                                    |
| 13 | Dreamship                                       | Aiko Ikuta       | 196-206                                    |
| 14 | Mirai kōkai (未来航海?)                         | Tackey & Tsubasa | 207-230                                    |
| 15 | Eternal Pose (エターナルポーズ?, Etānaru Pōzu)  | Asia Engineer    | 231-245                                    |
| 16 | Dear friends                                    | TRIPLANE         | 246-255 (inserita anche nell'episodio 312) |
| 17 | Asu wa kuru kara (明日は来るから?)              | TVXQ             | 256-264                                    |
| 18 | Adventure World                                 | Delicatessen     | 265-278                                    |
| 19 | Raise                                           | Chili Beans      | 1071-1088                                  |
| 20 | Dear Sunrise                                    | Maki Otsuki      | 1089-                                      |

### Sigle di apertura e di chiusura dell'edizione italiana
| nº | Titolo                 | Interprete                            | Autori                                                                 | Episodi         |
| -- | ---------------------- | ------------------------------------- | ---------------------------------------------------------------------- | --------------- |
| 1  | All'arrembaggio!       | Cristina D'Avena e Giorgio Vanni      | Musica di Giorgio Vanni e Max Longhi Testo di Alessandra Valeri Manera | 1-53; 401-452   |
| 2  | Tutti all'arrembaggio  | Cristina D'Avena e Giorgio Vanni      | Musica di Giorgio Vanni e Max Longhi Testo di Alessandra Valeri Manera | 54-196; 453-508 |
| 3  | Pirati all'arrembaggio | Cristina D'Avena e Antonio Divincenzo | Musica di Antonio D'Ambrosio Testo di Graziella Caliandro              | 197-400         |